# Ella Mitchell
Ella Mitchell (Ahoskie, 14 de setembro de 1935 – Nova Iorque, 2 de julho de 2024) foi uma atriz e cantora de soul afro-americana. Conhecida por ter participado da comédia Big Momma's House (2000) como a verdadeira Vovózona (Hattie Mae Pierce) e interpretado Evillene, a bruxa má da
produção original de The Wiz na Broadway.

## Biografia
Mitchell fez uma participação no filme Lord Shango de 1975.
Ela reprisou seu papel como Evillene quando "The Wiz" foi revivida pela Broadway em 1984. Ela reprisou o papel novamente quando o show estava em turnê no ano de 1992.
Mitchell foi membro do grupo musical The Gospel All Stars e do Bradford Singers, e se apresentou no Alvin Ailey American Dance Theatre por 30 anos.

## Morte
Mitchell morreu no dia 2 de julho de 2024, aos 86 anos.